# 楊昭
楊昭（584年2月21日—606年8月30日），隋煬帝嫡長子，母亲萧皇后，燕王楊倓、皇泰主杨侗、隋恭帝楊侑之父。
自幼养于宫中，深受隋文帝喜爱。年12歲被封為河南王。其父晋王杨广取代皇太子杨勇成为皇太子后，仁壽元年正月，杨昭徙封為晉王，拜内史令，兼左卫大将军。
隋炀帝即位后，巡游洛阳宫，他留守京城。大業元年立為皇太子。体肥，膂力过人，能拉动强弓。生性谦和，喜怒不显于色。大业二年到洛阳朝拜炀帝，停留数月，恳求留在洛阳，炀帝不允，多次请求被拒绝，于是惶恐，又因为经常在父皇面前下跪，身体肥胖难以承受，因而得疾病，于七月二十三日（8月30日）去世，諡號元德太子。一說其与司徒楚国公杨素一同侍宴，炀帝敬杨素毒酒，传酒人不知情将毒酒给杨昭喝下，三天后毒发，宫人才知道，杨昭也感慨自己代杨素而死都是命运，数日后卒，而杨素最终也被毒死。
隋恭帝登基后，并未追封杨昭。王世充與元文都、盧楚等擁立皇泰主為皇帝後，追尊楊昭為皇帝，諡號孝成皇帝，廟號世宗。

## 妻妾

### 嫡妻
- 博陵崔氏，郑州刺史、黄台县公崔弘昇之女，为河南王时的王妃，被废
- 京兆韦氏，柱国、京兆尹、河南贞公韦㧾之女，杨侑生母

### 妾室
- 大刘良娣，燕王杨倓母，良娣為東宮妻妾位號
- 小劉良娣，杨侗母

## 子嗣
- 燕王楊倓
- 皇泰主杨侗
- 隋恭帝楊侑

## 延伸阅读
[在维基数据编辑]
 《北史·卷071》，出自李延壽《北史》
 《隋書/卷59》，出自魏徵《隋书》